# Jimmy délire
Pour les articles homonymes, voir Jimmy.
Jimmy délire (Out of Jimmy's Head) est une série d'animation-live action américaine en vingt épisodes de 22 minutes créée par Tim McKeon et Adam Pava d'après le téléfilm Re-Animated, et réalisé par Bruce Hurtwit, initialement diffusée en 2006 et diffusée entre le 14 septembre 2007 et le 29 mai 2008 sur Cartoon Network
En France, la série est diffusée depuis la rentrée 2008 sur Cartoon Network et au Québec depuis le 6 septembre 2008 sur Télétoon.

## Synopsis
Cette série met en scène Jimmy Roberts (Dominic Janes), un jeune garçon de 13 ans qui s'est fait greffer le cerveau de l'équivalent de Walt Disney à la suite d'un accident dans le parc d'attraction du grand créateur de cartoon. Il se met à voir des cartoons comme s'ils étaient réels. Il a la capacité de communiquer avec eux. La série débute peu après la fin du film. Jimmy communique avec de nombreux personnages de cartoon comme, Golly, Dolly, et Tux, Seuls ses meilleures amis, Craig (Jon Kent Ethridge II), et son amour caché, Robin (Tinashe Kashingwe), connaissent son secret.

## Production
En décembre 2006, Re-Animated, le tout premier film de la chaîne Cartoon Network mélangeant film et animation, s'est popularisé auprès de la jeune audience, chez les téléspectateurs âgés entre 6 et 11 ans. Son audience dépasse de loin les précédents téléfilms de chez Cartoon Network Studios comme celui de Foster, la maison des amis imaginaires : où est passé Wilt ? et Nom de code : Kids Next Door: Opération Z.E.R.O. en 2006. Comme pour Re-Animated, Jimmy délire mélange des éléments de live-action et d'animation. La série est diffusée pour la première fois le 14 septembre 2007, en parallèle à la commercialisation du DVD de Re-Animated le 11 septembre 2007.

## Distribution
- Dominic Janes (en) (VF : Gabriel Bismuth-Bienaimé) : Jimmy Roberts
- Tinashe Kachingwe : Robin Wheeler
- Bil Dwyer (en) (VF : Mark Lesser) : Ken Roberts
- Jon Kent Ethridge : Craig Wheeler (VF : Aloïs Darles)
- Rhea Lando (VF : Laetitia Godès) : Yancy Roberts
- Matt Knudsen (en) (VF : Éric Legrand) : Sonny Alabaster Appleday
- Carlos Alazraqui (VF : Bernard Alane) : Golly Gopher (voix)
- Ellen Greene (VF : Marie Vincent) : Dolly (voix)
- Tom Kenny (VF : Éric Métayer) : Tux (voix)
- Brian Posehn (VF : Edgar Givry) : Croco (voix)
- Rachel Quaintance (VF : Perrette Pradier) : Louisa Roberts (récurrente)
- Alexander Reed (VF : Podesta) : C. Kingsley Weatherhead (1 épisode)
- Ryan Pinkston (VF : Juan Llorca) : Donny Ironsides (1 épisode)

## Épisodes
1. Titre français inconnu (Talent Show)
2. Titre français inconnu (Friends)
3. Titre français inconnu (Sleepover)
4. Titre français inconnu (Mascot)
5. Titre français inconnu (Ghosts)
6. Titre français inconnu (Sick Day)
7. Titre français inconnu (Bully)
8. Titre français inconnu (Skate Night)
9. Titre français inconnu (Soda)
10. Titre français inconnu (Detention)
11. Titre français inconnu (Ambush)
12. Titre français inconnu (Cartoons Drive)
13. Titre français inconnu (Outdoors)
14. Titre français inconnu (Craig Steals Dad)
15. Titre français inconnu (Stunt)
16. Titre français inconnu (Princess)
17. Titre français inconnu (Movie)
18. Titre français inconnu (Bad Fad)
19. Titre français inconnu (Out of Jimmy's Body)
20. Titre français inconnu (Lunch Tables)

## Récompenses et nominations
En 2008, tous les acteurs de la série sont récompensées du Young Artist Award dans la catégorie de « Meilleure performance jeunesse dans une série télévisée ». La même année, la série est nommée trois fois dans les catégories « Série familiale », « Performance télévisée - jeune acteur », et « Performance télévisée - jeune actrice ».